# Пен-и-Ван
Пен-и-Ван (читается как Пен-э-Вэн) — самый высокий пик в Южном Уэльсе, расположенный в Национальном парке Брекон-Биконс. С высотой 886 метров над уровня моря, это самая высокая гора Великобритании к югу от Сноудонии. К Пен-и-Ван прилегает ещё одна вершина — Корн-Дю высотой 873 м. Пара гор также известна как «трон короля Артура».
Гора и её окрестности принадлежат национальному фонду Великобритании, который борется с эрозией горы, вызванной постоянными прогулками туристов по склонам вершины, так как это самый популярный пик южного Уэльса. Окрестности горы используются как поле для учений спецназа. В июле 2013 года, при прохождении отбора на специальную авиационную службу, трое солдат погибли после падения с горы.

## Доступ
Благодаря простоте доступа через равнинную местность к горе проложено множество маршрутов и тропинок. Главной дорогой на пути к вершине является А470. Пен-и-Ван является одной из достопримечательностей на туристическом маршруте к Брекон-Биконс. Некоторые дорожки проложены для удобства прохождения по крутым склонам. Они также являются безопасными маршрутами в плохую погоду, например в туман, дождь, снег или гололедицу.

## Геология
Гора Пен-и-Ван сформирована отложениями древнего красного песчаника, датируемых девонским периодом. Нижние склоны горы образованы песчаниками и аргиллитами формации Сенни, в то время как верхние склоны составлены теми же отложениями Браунстоунской формации. Сама вершина, как и соседняя Корн-Дю, состоит из песчаников формации Плато-Бедс. Песчаниковые слои погружаются под южноуэльсский угольный бассейн. В четвертичном периоде на хребте Брекон-Биконс сформировался горный ледник, который в процессе роста прорыл долины Кум-Ллуч и Кум-Сере. В ледниковой котловине образовалось озеро Ллин-Кум-Ллуч, частично запруженное ледниковой мореной. Гора Пен-и-Ван является самой высокой точкой в Геопарке Ффорест-Фаур, который был создан в 2005 году для экономического развития, в частности устойчивого развития туризма.